# Nacht und Nebel (gruppo musicale)
Nacht und Nebel è un gruppo musicale belga in attività negli anni ottanta appartenente al movimento New Wave

## Discografia

### Album
- Casablanca (1982, Antler)
- Beats of Love (1983, Antler)
- This Is/This Was (1984, Antler)
- Victoria 2000 (1985, Vogue)
- Songs for Ever (1986, Antler/Carrere)

### Singoli
- "Alcatraz" - "Presidents On Dope" - "Arabian Town" - "Mister Meanie" (Nebel's solo artist single) (1981, Laguna)
- "Movoco Synthaca" - "Strange Desire" (1983, Laguna)
- "Zafari" - "In the Jungle" (1983, Antler)
- "Beats of Love" - "Walk On" (1983, Antler)
- "Beats of Love" - "Everything is White" (1984, Antler/Vogue)
- "Etoile du Nord" - "Ancient Times" (1984, Antler)
- "Ready to Dance" - "Soul, Body and Mind" (1985, Antler)
- "Victoria 2000" - "Jenny" (1985, Vogue)